# Уэйр, Рут
Рут Уорбертон (род. 26 сентября 1977, Льюис), известная под псевдонимом Рут Уэйр, — английская писательница, получившая известность благодаря своим психологическим триллерам. Среди её романов — «В тёмном, тёмном лесу» (2015), «Девушка из каюты № 10» (2016), «Игра в ложь» (2017), «Смерть миссис Вестуэй» (2018), «Поворот ключа» (2019), «Один за другим» (2020), «Девушка» (2022) и «Нулевые дни» (2023). Два её романа — «В тёмном, тёмном лесу» и «Девушка из каюты № 10» — вошли в десятку лучших бестселлеров британской газеты Sunday Times и The New York Times. Взяла псевдоним Рут Уэйр, чтобы отличать свои криминальные романы от книг в жанре подросткового фэнтези, опубликованных под её именем.

## Биография
Рут Уэйр родилась в 1977 году, выросла в Льюисе. Изучала английский язык в Манчестерском университете, где увлеклась древнеанглийскими и среднеанглийскими текстами.
До начала писательской карьеры Уэйр работала официанткой, продавцом книг и публицистом. Также провела время в Париже, преподавая английский язык.
Уэйр проживает недалеко от Брайтона. Её интересы представляет Ева Уайт из литературного агентства Eve White.
Прежде чем начать писать под псевдонимом Рут Уэйр, Уорбертон написала пять романов в жанре подросткового фэнтези, которые были опубликованы издательством Hodder’s Children Books.
- A Witch Alone (2013)
- Ведьма зимой (2013)
- A Witch in Love (2013)
- Witch Finder (2014)
- Witch Hunt (2014)

### Стиль письма
Криминальные романы Уэйр часто сравнивают со стилем письма Агаты Кристи. В интервью Уэйр говорила, что некоторые аспекты её творчества напрямую вдохновлены творчеством Кристи. Главные героини Уэйр, как правило, обычные женщины, которые попадают в опасные ситуации, связанные с преступлением. В первых двух романах Уэйр раскрывается тайна убийства, а группа людей оказывается в ловушке, или им не удаётся немедленно выбраться из опасной ситуации. Кристи была известна использованием этого сюжетного приёма в таких романах, как «Убийство в Восточном экспрессе». И Уэйр, и Кристи выбирают обстановку и ситуации, способствующие возникновению чувства ужаса, которое доводит их героев до паранойи, и зачастую они реагируют на это жестоко. Такая обстановка создает ощущение изоляции, в которой разворачиваются события. Обстановка Уэйр играет ключевую роль в привлечении читателя и является такой же важной и неотъемлемой частью её истории, как и персонажи.

## Список произведений
- In a Dark, Dark Wood (2015) Сюжет романа рассказывает о женщине, которая посещает девичник подруги детства, о которой она ничего не слышала уже много лет. Вечеринка проходит в изолированном стеклянном домике в лесу, и там происходит нечто ужасное. К концу уик-энда кто-то погибает, и все оказываются под подозрением[13][14][15][16][17]
- The Woman in Cabin 10 (2016)
- The Lying Game (2017)
- The Death of Mrs Westaway (2018)[18]
- The Turn of the Key (2019)[19]
- One by One (2020)[20]
- Zero Days (2023)[21]
- One Perfect Couple (2024)[22]

## Экранизации
Несколько книг Уэйр были экранизированы.
- «Девушка из каюты № 10» (2016): Роман будет экранизирован компанией Netflix, режиссёром стал Саймон Стоун, авторами сценария — Джо Шрэпнел и Анна Уотерхаус. Кира Найтли исполнит главную роль[23].

## Отзывы критиков
Отзывы о психологических криминальных триллерах Рут Уэйр были в целом положительными. The Independent назвала «In A Dark, Dark Wood» «самым горячим криминальным романом этого года». The Guardian отметила «превосходную характеристику» романа In A Dark, Dark Wood и назвала концовку книги «завораживающей». The Independent в рецензии назвал «Игру в ложь» «захватывающей настолько, что её можно проглотить за один присест». В рецензии автор Kirkus Reviews пишет: «Отмените свои планы на выходные, когда сядете за эту книгу, потому что вы не захотите двигаться, пока она не закончится».